# Santo Stefano Sport
Il Santo Stefano Sport è una società sportiva paralimpica.

## Roster 2024-2025
Aggiornato al 15 agosto 2024.
|    | Naz.                                              | Ruolo | Sportivo          | Anno |  |  | Note |
| -- | ------------------------------------------------- | ----- | ----------------- | ---- |  |  | ---- |
| 4  | Italia (bandiera)                                 | P     | Fabio Raimondi    | 1972 |  |  | 2.0  |
| 5  | Francia (bandiera)                                | G     | Esteban Henriot   | 1998 |  |  | 1.0  |
| 7  | Italia (bandiera)                                 | A     | Federico Balsamo  | 2003 |  |  | 3.0  |
| 13 | Italia (bandiera)                                 | G     | Mattia Scandolaro | 2000 |  |  | 2.5  |
| 14 | Israele (bandiera)                                | C     | Amit Vigoda       | 2002 |  |  | 4.5  |
| 15 | Italia (bandiera)                                 | AP    | Lorenzo Bassoli   | 2001 |  |  | 3.0  |
| 16 | Italia (bandiera)                                 | PA    | Andrea Giaretti   | 1993 |  |  | 4.0  |
| 17 | Regno Unito (bandiera)                            | C     | Cameron Watson    | 2001 |  |  | 4.5  |
| 22 | Stati Uniti (bandiera)                            | G     | Elisabeth Becker  | 1999 |  |  | 1.0  |
| 29 | Macedonia del Nord (bandiera) · Italia (bandiera) | AC    | Sabri Bedzeti     | 1995 |  |  | 4.0, |
| 30 | Italia (bandiera)                                 | AG    | Samuele Cini      | 2001 |  |  | 3.5  |
| 39 | Italia (bandiera)                                 | AG    | Andrea La Terra   | 1985 |  |  | 3.0  |

### Staff tecnico
| Allenatore: | Roberto Ceriscioli |
| Assistente: | Emanuele Bianchi   |

## Palmarès

### Competizioni nazionali
- Campionato italiano: 1

2018-2019
- Coppa Italia: 2

2021, 2023
- Supercoppa italiana: 1

2023

### Competizioni internazionali
- Coppa Vergauwen: 1

1995-1996
- Brinkmann Cup: 2

2003-2004, 2005-2006